# Печинки (Пермский край)
Печинки — упразднённая в 2024 году деревня в составе Чердынского городского округа Пермского края Российской Федерации.

## География
Урочище расположено на правом берегу Камы примерно в 29 км к юго-западу от города Чердынь.

## Климат
Климат умеренно-континентальный с продолжительной холодной и снежной зимой и коротким летом. Снежный покров удерживается 170—190 дней. Средняя высота снежного покрова составляет более 70 см, в лесу около 1 метра. В лесу снег сохраняется до конца мая. Продолжительность безморозного периода примерно 110 дней.

## История
До 1 января 2020 года входила в Бондюжское сельское поселение или Усть-Урольское сельское поселение Чердынского муниципального района. 
После их упразднения в 2020-2024 годах в составе  Чердынского городского округа
В феврале 2024 года деревня упразднена как фактически прекратившая существование.

## Население
| 2002 | 2010 | 2022 |
| ---- | ---- | ---- |
| 19   | ↘0   | ↗2   |

Постоянное население составляло 19 человек в 2002 году, 95 % русские. Постоянных жителей не учтено в 2010 году..

## Инфраструктура
Несколько домов используются летом как дачи.

## Транспорт
Просёлочные дороги. 